# NH90 (航空機)
NH90
NH90 NFH
- 用途：汎用, 対潜哨戒
- 分類：中型ヘリコプター
- 製造者：NHインダストリーズ（英語版）
- 運用者：
  -  フランス（フランス軍）
  -  ドイツ（ドイツ連邦軍）
  -  イタリア（イタリア軍）
  -  オランダ（海軍、空軍）他
- 初飛行：1995年12月18日
- 生産数：596機（発注機数）
- 運用開始：2005年
- 運用状況：増備中
- ユニットコスト：1,600万ユーロ

NH90は、ヨーロッパの航空機メーカー、NHインダストリーズ（NHI）が製造した軍用ヘリコプター。フランス・ドイツ・オランダ・イタリアの4カ国によって共同開発した。
北大西洋条約機構（NATO）の次期汎用ヘリコプターとして計画されたものである。各国が自国企業を1社ずつ参加させることとなり、フランスのアエロスパシアル・ドイツのDASA・オランダのフォッカー・イタリアのアグスタが出資して、NHインダストリーズが設立された。当初はイギリスも参加を打診していたものの、後に脱退した。また、仏独企業は後にユーロコプターとなる。

## 機体構成
当初より陸軍向けの戦術輸送型TTH90と海軍向けの艦載型NFH90が計画され、同時に開発された。
NH90はNATO軍の標準的な汎用ヘリコプターとして、安全性・信頼性・整備性・実用性に重点を置いて設計され、5機の試作機が製造された。
試作初号機は1995年12月18日、試作2号機が1997年3月19日にそれぞれ初飛行し、試作3号機は1998年11月27日、試作4号機が1999年5月31日、試作5号機も同年12月22日に初飛行している。NH90の飛行試験では、2300時間の飛行時間のうち、半分近くがフライ・バイ・ワイヤのみによる飛行が行われた。量産初号機はドイツのユーロコプター・ドイツ社の工場で組み立てられ、2004年5月4日に初飛行した。プログラム参加国へのNH90の引き渡しは2005年から開始されている。
NH90は戦術輸送型（Tactical Transport Helicopter）と海軍型（Nato Frigate Helicopter）の2タイプがある。TTHは兵員14~20名の搭載能力を持ち、全天候での匍匐（NOE）飛行が可能である。NFHは4時間の航続性能と大容量の兵装搭載能力を持つ。

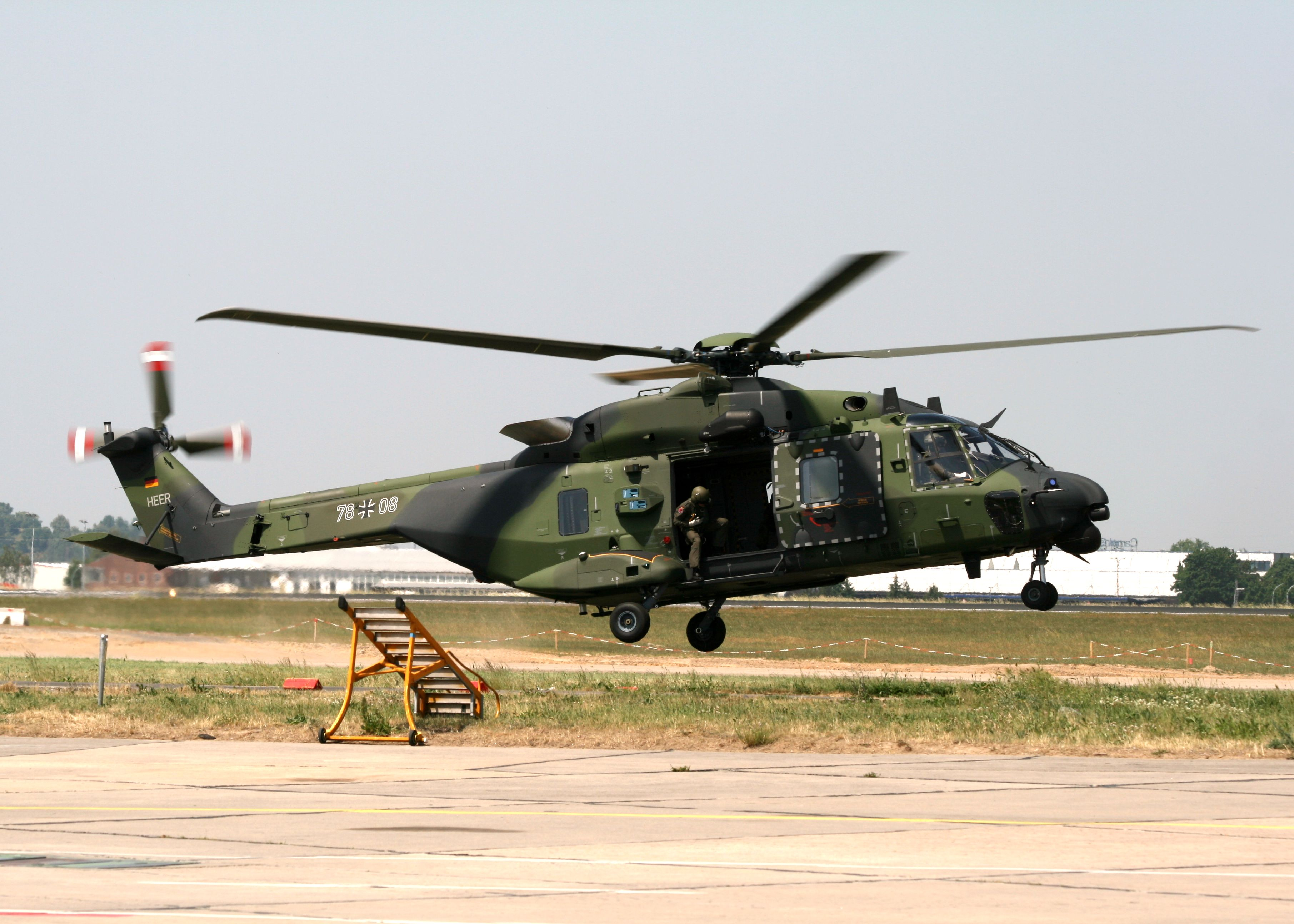
NH90 TTH

NH90のメインローターハブはチタニウム製で、エラストメリック・ベアリングを持ち、4枚の複合ブレードを備える。テイルローターはベアリングレスの4枚ブレードで、NFHの場合はメインローターと尾部パイロンに折り畳み機構が備えられている。操縦系統は4重のフライ・バイ・ワイヤで、自動操縦装置（AFCS）が装備されているため、これと組み合わせることによって手放しでも操縦可能であり、パイロットはほとんど操縦操作に気を取られることなく任務に集中できるようになっている。
胴体は複合材料製で、耐腐食性も高い。NBC兵器に対しても高い防御力を持ち、ステルス性も備える。また、耐衝撃力も強く、可動部品やシステムは高い安全性を持つ。後部胴体は、軽車両や重火器の搭載に使用するランプ・ドアの設置が選択でき、TTHでは一部を除いて標準的に設置されているが、NFHでは非設置となっている。なお、スウェーデンで採用された機体はキャビン高を24cm高くしている。
コクピットは完全なグラスコックピット仕様で、照明も暗視ゴーグル対応型。ヘルメット装着式照準器にも対応しており、戦術管制および戦術通信システム、デジタル・マップ、気象レーダーも装備している。
エンジンはチュルボメカ社、ロールス・ロイス社、MTUエアロ・エンジンズ社が共同開発したRTM322ターボシャフトエンジンを双発搭載しているが、ゼネラル・エレクトリック製T700-86E1エンジンの搭載も可能である。

## 開発経緯
1980年代
イギリス、フランス、ドイツ、イタリア、オランダの5ヶ国は、北大西洋条約機構（NATO）軍の次期輸送ヘリコプターの共同開発を決定し、アエロスパシアル社、DASA社、アグスタ社、フォッカー社が開発担当メーカーに選ばれた。
1987年
イギリスは、より大型で汎用性の高いアグスタウェストランド AW101の採用を決定したため、プログラムから脱退した。
1992年8月
各メーカーの共同出資でNHインダストリー社が設立され、機体名もNH90と命名された。同年9月1日には4ヶ国の政府を代表する統合機関NAHEMA（NATO Management Agency）とNHインダストリー社との間で開発契約が結ばれ、プログラム参加国が提供する資金でNH90を先のメーカー4社で製造することとなった。
2000年6月8日
プログラム参加4ヶ国でNH90量産化合意の調印がなされ、4ヶ国合計で298機が発注された。
2001年6月21日
ポルトガルがプログラム参加を表明している。

## 採用国
NH90の引渡しはプログラム参加国を優先して行われているが、参加国以外でも2001年9月にスウェーデン、フィンランド、ノルウェーの北ヨーロッパ諸国で相次いで採用を決め、これにギリシャ、ベルギー、スペイン、オマーン、オーストラリアなどが続いて採用を決定している。ポルトガルも導入を計画していたが、2012年7月に導入計画を取りやめている。
日本の海上自衛隊がSH-60Jの後継機を検討した際には、SH-60Jの改良型（後のSH-60K）、AW101、シコルスキー社のS-92と並んでNFH90（艦載型NH90）が俎上に上げられたが、NFH90は対抗時期の問題に加えてペイロード余裕小とされ（AW101とS-92も共に既存艦艇の航空艤装への適合性問題で落選）、SH-60Jの改良型が選定されている。また次期多用途ヘリコプター（艦載型）の選定では、NH90を生産するエアバス・ヘリコプターズが「競争する環境にない」として提案を見送っている。なお、この際にはAW101が採用されている。
導入から運用に至る過程で技術的な複数のトラブルを抱えていたため、いくつかの運用国では実運用に遅れが生じていた。オーストラリアでは2037年まで運用する予定であったが、海軍では尾部ローターの振動や剥離など問題が多く、2019年に飛行を停止した。2022年に飛行可能な状態に戻した上で、2023年以降にMH-60Rブラックホークへ転換することが決定した。
 フランス

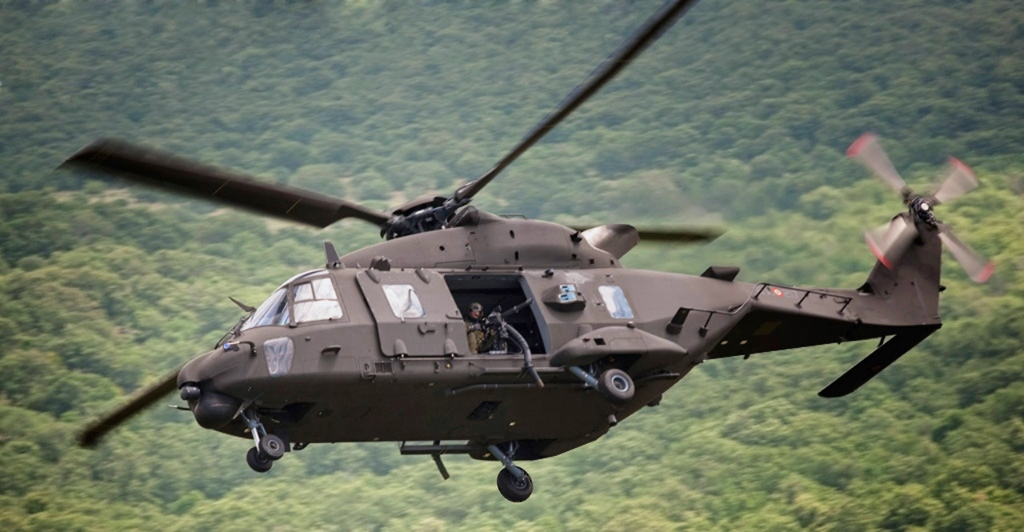
イタリア陸軍機

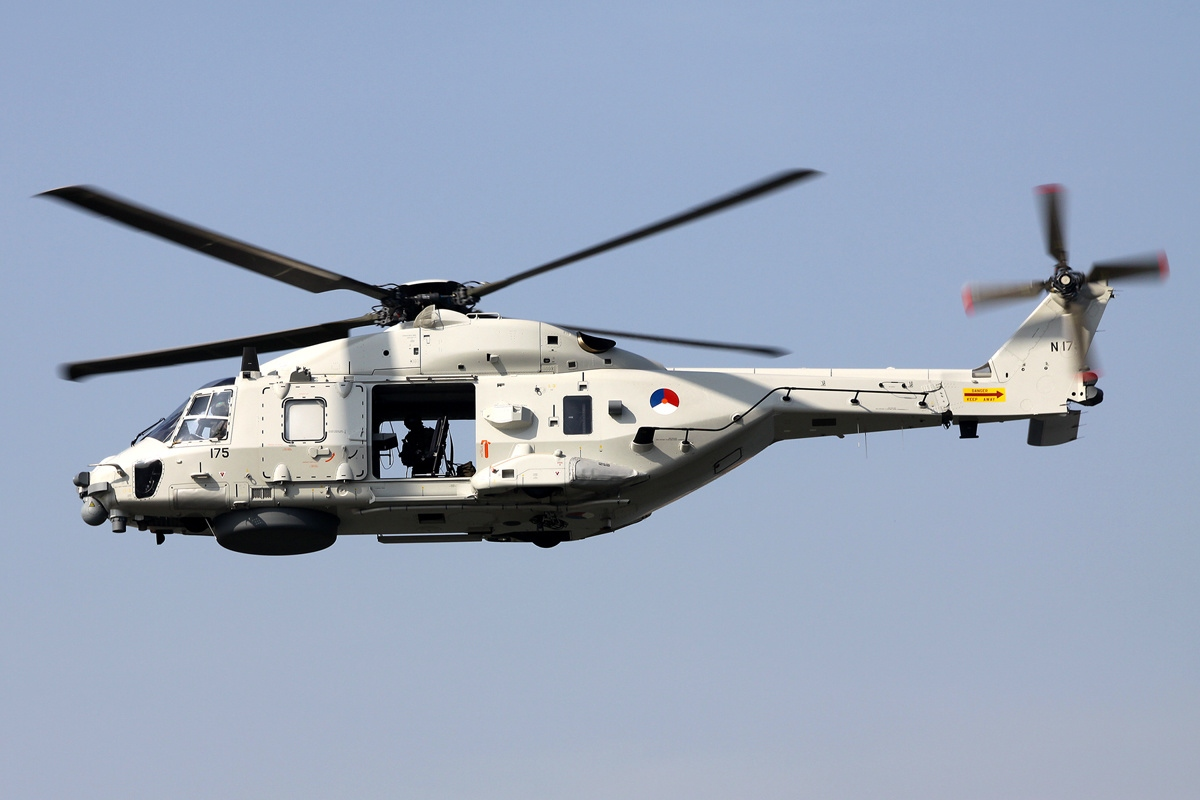
オランダ空軍機

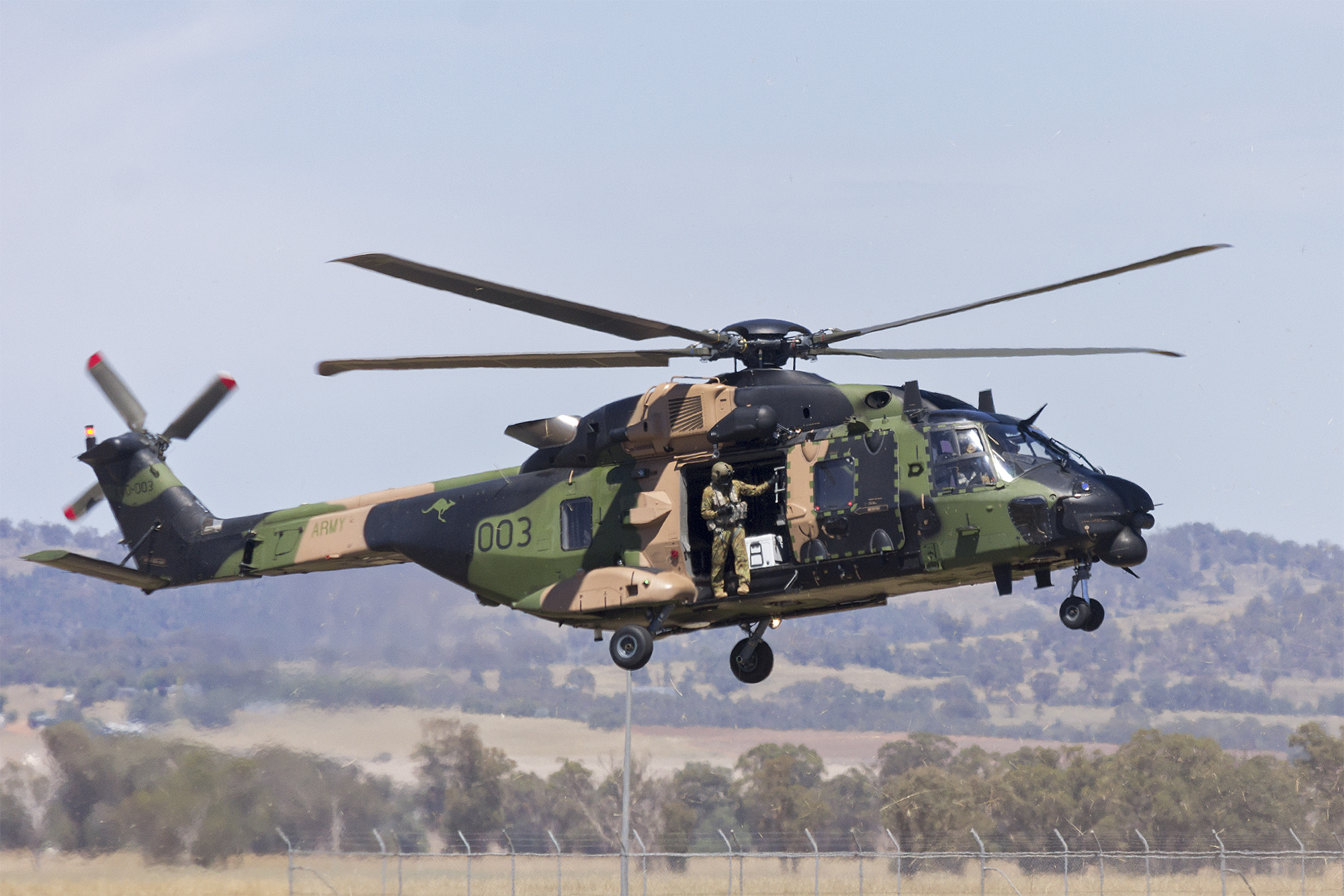
オーストラリア陸軍機（MRH90）

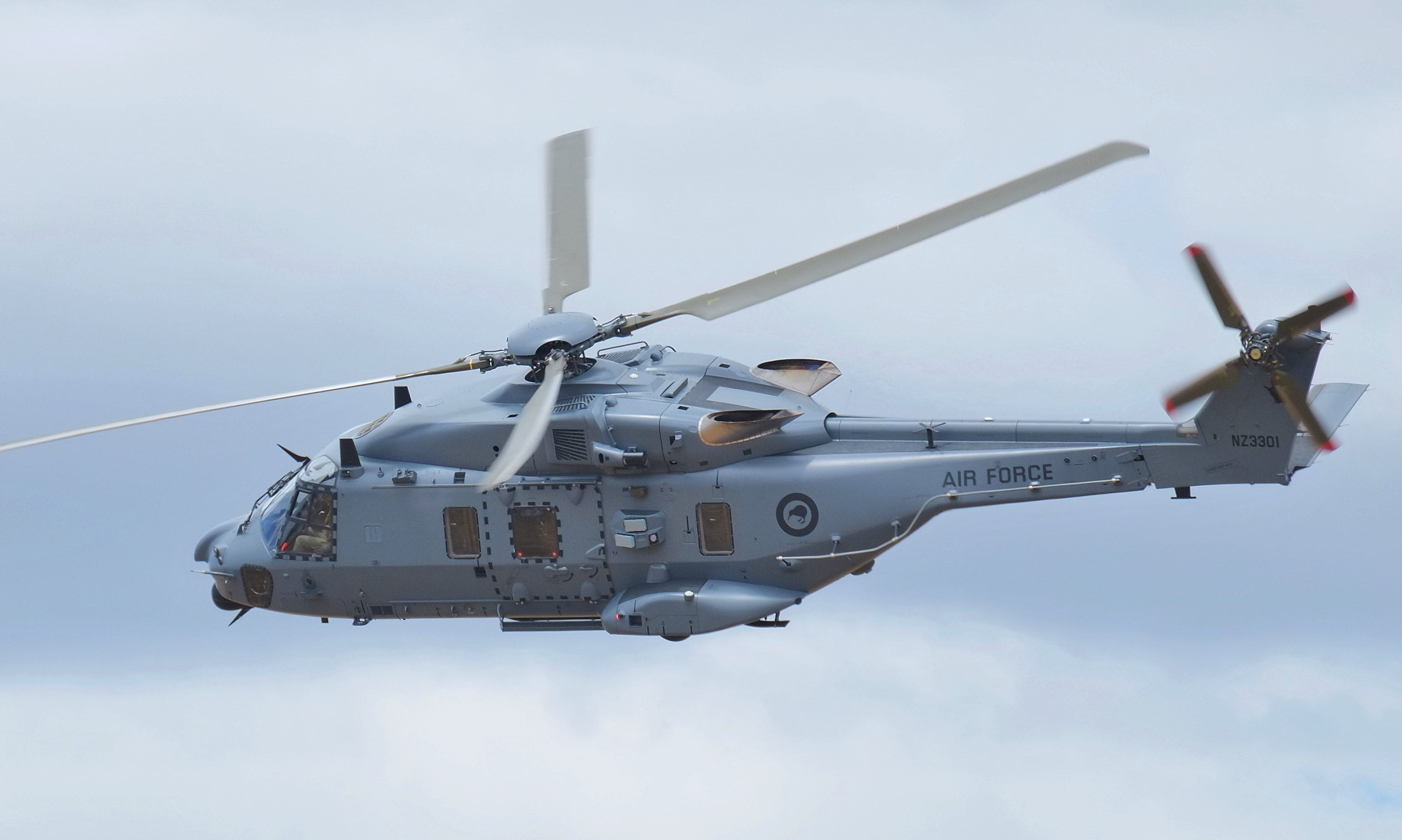
ニュージーランド空軍機

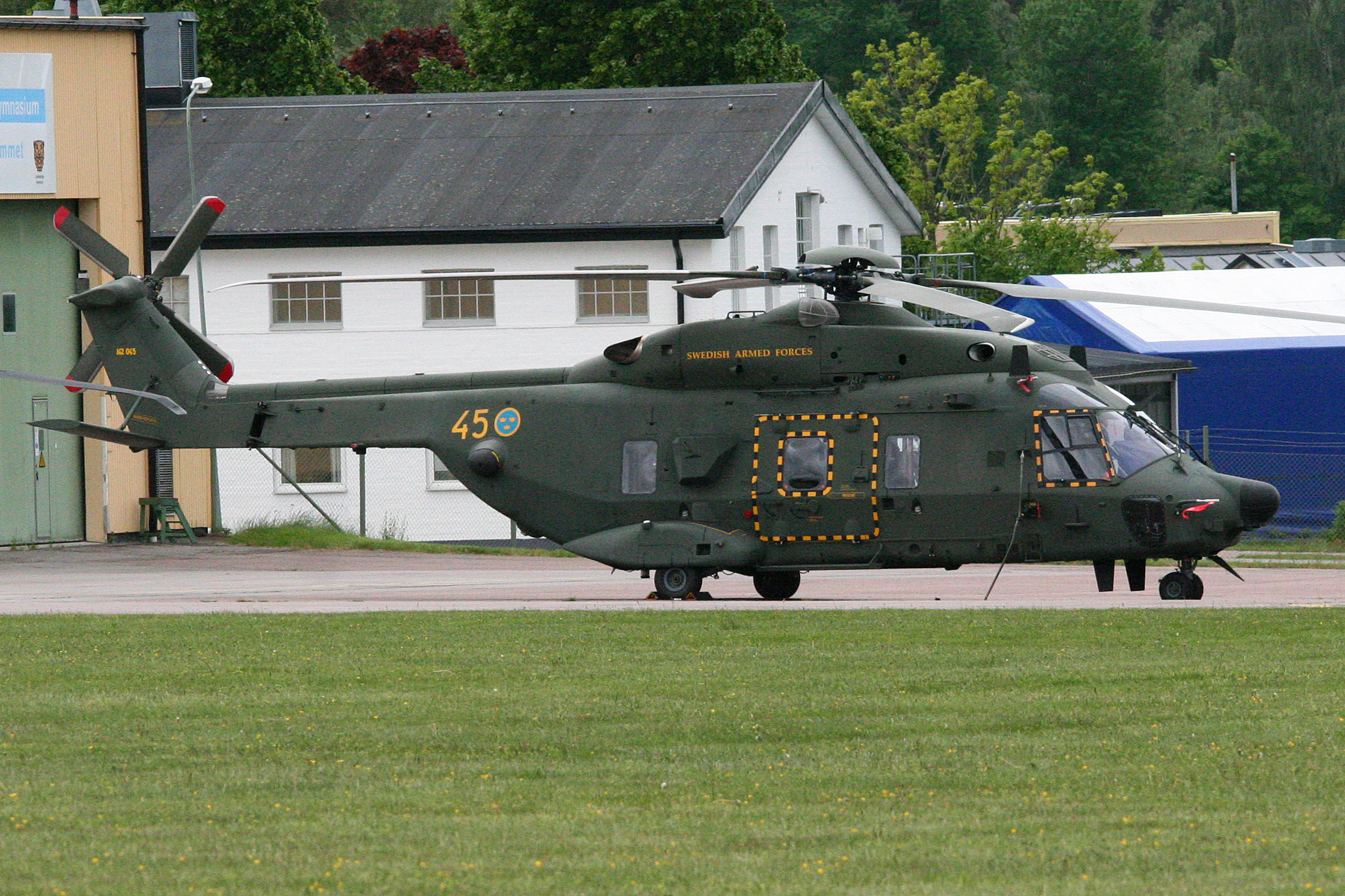
キャビンの天井が高くなったスウェーデン空軍機

- フランス陸軍 - 2023年時点で、52機のNH90 TTHを保有している[6]。
- フランス海軍

ケイモン（Caïman）の愛称で採用。
 ドイツ
- ドイツ陸軍
- ドイツ海軍

NFH型はシーライオン（Sea Lion）の愛称で呼ばれる。
 イタリア
- イタリア陸軍
- イタリア海軍

46機のNFH型（艦載型）と10機のTTH型（戦術輸送型）を契約し、2023年9月29日に最終機が納入された。2017年2月にIFFモード5に対応するための1100万ユーロの契約をレオナルドと結んでいる。
 オランダ
- オランダ空軍

 スペイン
- スペイン陸軍
- スペイン海軍

7機の海軍仕様を発注し、2025年5月に最初の2機が納入された。
 オーストラリア
- オーストラリア陸軍

MRH90 タイパン（Taipan）の名称で41機を採用したが、2021年にUH-60M 40機で代替することが決まった。
- オーストラリア海軍

MRH90 タイパンの名称で6機を採用したが、先述のとおり不調が多く、2022年にMH-60Rへの代替が決まった。NFH型も導入が検討されたがMH-60Rに敗れた。
 ベルギー
- ベルギー空軍

2025年7月時点で、4機の戦術輸送型（TTH）と4機の海上型（NFH）を運用中。しかし戦術輸送型については、維持コストが高いとして2025年9月に運用を停止し、早期退役となる予定である。
 フィンランド
- フィンランド陸軍

 ギリシャ
- ギリシャ陸軍

 ニュージーランド
- ニュージーランド空軍

 ノルウェー
- ノルウェー空軍
- 2022年6月10日 ノルウェーはNH90がノルウェーの要件を満たしていないとして契約キャンセルし、全ての機体を返却。全額の返金を要求した[12]。

 オマーン
- オマーン空軍 - 2023年時点で、20機のNH90 TTHを保有している[13]。

 スウェーデン
- スウェーデン空軍
- スウェーデン海軍

 カタール
- カタール空軍

戦術輸送型（TTH）が16機、海軍型（NFH）が12機。それぞれ6機ずつ増やすオプションあり。

## 性能･主要諸元
- 主回転翼直径:16.30m
- 全長:19.56m
- 全高:5.44m
- 胴体長:16.81m
- 空虚重量:5.4t
- 有効積載量:4.6t
- 最大離陸重量:10.6t
- 発動機：ロールス・ロイス・チュルボメカRTM322-01/9（推力：1,566kW）ターボシャフト×2
  - もしくはゼネラル・エレクトリック T700-T6E1（推力1,521kW）ターボシャフト×2
- 出力:1600kW
- 超過禁止速度:162kt=M0.24
- 巡航速度:156kt=M0.24
- 上昇率:480m/min（海面上）
- 実用上昇限度:4,250m
- ホバリング上昇限度:3,500m
- 航続距離:800km（TTH）、1,000km（NFH）
- 乗員:2名/兵員:20名

## 登場作品

### ゲーム
『Project Reality（BF2）』
ドイツ連邦軍の回転翼機として登場する。
戦術輸送型のTTHが登場し、主に物資・兵員輸送に活躍する。

### アニメ
『CANAAN』
第一話、第二話にてテロ組織である蛇が、組織のリーダーであるアルファルドを奪還する際に使用。ハイドラで武装し車列を攻撃する。